# Союз Т-9
Союз Т-9 — радянський космічний корабель (КК) серії «Союз Т», типу Союз Т (7К-СТ). Серійний номер 14Л. Реєстраційні номери: NSSDC ID: 1983-062A; NORAD ID: 14152.
Здійснено четвертий пілотований політ до орбітальної станції Салют-7 тривалістю 149 діб 10 годин 45 хвилин.
Старт і посадка з другим основним екіпажем станції (ЕО-2): Ляхов/Александров.
Під час польоту корабля Союз Т-9 відбулись польоти космічних кораблів Прогрес-17 і Прогрес-18, шатла Челенджер місії STS-8, невдала спроба польоту корабля Союз Т-10-1, закінчився політ транспортного корабля постачання (ТКС) Космос-1443; здійснено перестикування корабля з заднього стикувального порту на передній стикувальний порт, щоб звільнити стикувальний порт для КК Прогрес-17; здійснено два виходи у відкритий космос, щоб встановити додаткові панелі сонячних батарей; з ТКС Космос-1443 вивантажено 3,5 тонн вантажу і завантежено в його спусковий апарат 350 кг обладнання і результатів наукових експериментів.

## Параметри польоту
- Маса корабля — 6850 кг
- Нахил орбіти — 51,6°
- Орбітальний період — 88,6 хвилини
- Перигей — 201 км
- Апогей — 229 км

## Екіпаж
- Основний

Командир ЕО-2 Ляхов Володимир Афанасійович
Бортінженер ЕО-2 Александров Олександр Павлович
- Дублерний

Командир ЕО-2 Титов Володимир Георгійович
Бортінженер ЕО-2 Стрекалов Геннадій Михайлович
- Резервний

Командир ЕО-2 Малишев Юрій Васильович
Бортінженер ЕО-2 Манаров Муса Хіраманович

## Хронологія польоту
Скорочення в таблиці: КК — космічний корабель; ПСП — передній стикувальний порт; ЗСП — задній стикувальний порт 
Позначення на схемах: S7 — орбітальна станція «Салют-7»; C — ТКС Космос-1443;T — корабель типу «Союз Т»; P — корабель типу «Прогрес».
| Дата         | Час (UTC) | Подія | Схема                    |
| ------------ | --------- | --- | ------------------------ |
| 1983 рік     |           | |                          |
| 27 червня    | 09:12:18  | З космодрому Байконур ракетою-носієм Союз-У (11А511У) запущено КК Союз Т-9 з екіпажем ЕО-2 Ляхов/Александров. | Салют-7+Космос-1443      |
| 28 червня    | 10:46:07  | Стикування КК Союз Т-9 з екіпажем ЕО-2 (Ляхов/Александров) до ЗСП комплексу Салют-7 — Космос-1443. Екіпаж станції після стикування: Ляхов/Александров.                                                                | Союз Т-5+Сал-7+Косм-1443 |
| 30 червня    | ?         | Відкрито люк в ТКС (транспортний корабель постачання) Космос-1443. | Союз Т-5+Сал-7+Косм-1443 |
| 14 серпня    | 14:04     | Відстикування ТКС Космос-1443 від ПСП комплексу Салют-7 — Союз-Т9. | Союз Т-5+Салют-7         |
| 16 серпня    | 14:25     | Відстикування КК Союз-Т9 з екіпажем Ляхов/Александров від ЗСП станції Салют-7, щоб звільнити стикувальний порт для КК Прогрес-17. Станція знелюдніла.                                                                 | Салют-7                  |
| 16 серпня    | 14:45     | Стикування КК Союз-Т9 з екіпажем Ляхов/Александров до ПСП станції Салют-7, для цього станція розвернулась навколо вертикальної осі на 180°. Екіпаж станції після стикування: Ляхов/Александров.                       | Союз Т-5+Салют-7         |
| 17 серпня    | 12:08:23  | З космодрому Байконур ракетою-носієм Союз-У (11А511У) запущено КК Прогрес-17. | Союз Т-5+Салют-7         |
| 19 серпня    | 13:47     | Стикування КК Прогрес-17 до ЗСП комплексу Салют-7 — Союз-Т9. | Союз Т-5+Сал-7+Прог-17   |
| 23 серпня    | 11:02     | Посадка спускового апарата ТКС Космос-1443 з вантажем 350 кг. | Союз Т-5+Сал-7+Прог-17   |
| 30 серпня    | 06:32:00  | З космодрому на мисі Канаверал запущено шатл Челенджер місії STS-8 з екіпажем Трулі/Бранденстайн/Гарднер/Блуфорд/Торнтон.                                                                                             | Союз Т-5+Сал-7+Прог-17   |
| 5 вересня    | 06:47:30  | Гальмівний імпульс шатла Челенджер місії STS-8 з екіпажем Трулі/Бранденстайн/Гарднер/Блуфорд/Торнтон. | Союз Т-5+Сал-7+Прог-17   |
| 5 вересня    | 07:41:33  | Посадка шатла Челенджер місії STS-8 з екіпажем Трулі/Бранденстайн/Гарднер/Блуфорд/Торнтон на доріжці 22 авіабази Едвардс.                                                                                             | Союз Т-5+Сал-7+Прог-17   |
| 17 вересня   | 11:44     | Відстикування КК Прогрес-17 від ЗСП комплексу Салют-7 — Союз-Т9. | Союз Т-5+Салют-7         |
| 17 вересня   | 23:43     | Гальмівний імпульс КК Прогресс-17. | Союз Т-5+Салют-7         |
| 18 вересня   | 00:30?    | Схід з орбіти КК Прогрес-17. | Союз Т-5+Салют-7         |
| 19 вересня   | 00:28     | Гальмівний імпульс ТКС Космос-1443. | Союз Т-5+Салют-7         |
| 19 вересня   | 01:10?    | Схід з орбіти ТКС Космос-1443. | Союз Т-5+Салют-7         |
| 26 вересня   | 19:37:49  | На космодромі Байконур перед запуском ракетою-носієм Союз-У (11А511У) КК Союз Т-10-1 з екіпажем Титов/Стрекалов загорілась ракета-носій; за 2 секунди до старту увімкнулась система аварійного рятування космонавтів. | Союз Т-5+Салют-7         |
| 26 вересня   | 19:43:02  | Посадка КК Союз Т-10-1 з екіпажем Титов/Стрекалов. | Союз Т-5+Салют-7         |
| 20 жовтня    | 09:59:05  | З космодрому Байконур ракетою-носієм Союз-У (11А511У) запущено КК Прогрес-18. | Союз Т-5+Салют-7         |
| 22 жовтня    | 11:34     | Стикування КК Прогрес-18 до ЗСП комплексу Салют-7 — Союз-Т9. | Союз Т-5+Сал-7+Прог-18   |
| 1 листопада  | 04:47     | Початок першого виходу у відкритий космос екіпажу ЕО-2 (Ляхов/Александров); розпочато встановлення додаткових панелей сонячних батарей.                                                                               | Союз Т-5+Сал-7+Прог-18   |
| 1 листопада  | 07:36     | Закінчення першого виходу у відкритий космос екіпажу ЕО-2 тривалістю 2:49:12. | Союз Т-5+Сал-7+Прог-18   |
| 3 листопада  | 03:47     | Початок другого виходу екіпажу у відкритий космос ЕО-2 (Ляхов/Александров); закінчено встановлення додаткових панелей сонячних батарей.                                                                               | Союз Т-5+Сал-7+Прог-18   |
| 3 листопада  | 06:42     | Закінчення другого виходу у відкритий космос екіпажу ЕО-2 тривалістю 2:55:03. | Союз Т-5+Сал-7+Прог-18   |
| 13 листопада | 03:08     | Відстикування КК Прогрес-18 від ЗСП комплексу Салют-7 — Союз-Т9. | Союз Т-5+Сал-7           |
| 16 листопада | 04:18     | Гальмівний імпульс КК Прогрес-18. | Союз Т-5+Сал-7           |
| 16 листопада | 05:05?    | Схід з орбіти КК Прогрес-18. | Союз Т-5+Сал-7           |
| 23 листопада | 16:40     | Відстикування КК Союз Т-9 з екіпажем ЕО-2 (Ляхов/Александров) від ПСП станції Салют-7. Станція знелюдніла. | Салют-7                  |
| 23 листопада | 19:10?    | Гальмівний імпульс КК Союз Т-9 з екіпажем ЕО-2. | Салют-7                  |
| 23 листопада | 19:58     | Посадка КК Союз Т-9 з екіпажем ЕО-2 (Ляхов/Александров). | Салют-7                  |